# ViaStoria
ViaStoria – Centre pour l'histoire du trafic est une organisation professionnelle Suisse active dans le domaine de la recherche scientifique des voies de communication et de la protection des chemins historiques, notamment par une utilisation durable. La société emploie environ 20 collaborateurs ; son siège principal est à Berne, des succursales sont gérées à Zurich et à Saint-Maurice.

## Historique et activités
ViaStoria a été créée en 1984 sous le nom d’Inventaire des voies de communication historiques de la Suisse (IVS), en tant qu’organisme annexe de l’institut de géographie de l’Université de Berne, afin d’élaborer l’inventaire précité pour l’administration fédérale. En 2003, cet organisme a terminé la commande fédérale IVS et a pris le nom actuel. En 2008, ViaStoria, devenue indépendante, a restructuré ses activités commerciales:
- ViaStoria AG exécute des commandes commerciales (consultations, inventaires, expertises, direction de projets, publications) pour des clients nationaux et internationaux et élabore le projet d’Itinéraires culturels en Suisse. Elle édite également la revue biannuelle Les chemins et l'histoire. Dans tous les domaines, elle collabore étroitement avec les universités de Berne et d’autre hautes écoles nationales et internationales.
- ViaStoria SA a annoncé sa faillite à l’office des faillites de Berne-Mittelland. ViaStoria SA n’était effectivement plus en mesure d’acquérir suffisamment de fonds pour ses projets, ni d’aides au financement pour ses travaux de recherche, de conseil et de conception. Avec l’ouverture de la procédure de faillite le 31 mars 2014, ViaStoria SA cesse par conséquent son activité commerciale.

- La Fondation ViaStoria – Fondation pour l’histoire du trafic soutient les projets de recherche concernant les voies de communication ainsi que les nombreuses activités à but non lucratif de ViaStoria visant la protection des chemins historiques. Ceci inclut, entre autres, le travail public d'information et de conseil.

## Association de soutien ViaStoria
L'association de soutien ViaStoria permet à des personnes privées, à des organisations et à des institutions de participer à la conservation des chemins historiques en soutenant le travail de ViaStoria.